# Монбазон, Мария д’Авогур
Мария д’Авогур (де Бретань), в замужестве герцогиня де Монбазон — активная участница событий Фронды, одна из самых ярких красавиц французского двора, вторая жена Эркю́ля де Рога́на, 2-го герцога де Монбазона.
Дочь графа де Вертю из рода Авогуров, который происходит от внебрачной связи бретонского герцога Франциска II с Антуанеттой де Меньеле, двоюродной сестрой Агнессы Сорель.
Брак Марии с богатейшим человеком Бретани, герцогом де Монбазоном, был заключён 5 марта 1628 года, причём супруг был старше Марии на 42 года и уже имел детей от первого брака, младшая из которых, знаменитая впоследствии герцогиня де Шеврёз, была старше своей приёмной матери на 10 лет. В этом браке родилось трое детей:
- Мария Элеонора де Роган (1629 — 08.04.1682)
- Франсуа де Роган, 1-й принц де Субиз (1630—1712)
- Анна де Роган (1640 — 29.10.1684), вторая жена 2-го герцога де Люиня (сына временщика).

Состояла в любовной связи с герцогом де Лонгвилем, однако тот в 1642 году женился на Анне Женевьеве де Бурбон-Конде, сестре Великого Конде и принца де Конти. Тогда де Монбазон взяла себе в любовники герцога де Бофора. Герцогини де Монбазон и де Лонгвиль стали непримиримыми врагами. Это послужило причиной известного инцидента с письмами, описанного, в частности, в мемуарах Ларошфуко, — де Монбазон, желая навредить сопернице, сделала достоянием гласности пять писем, якобы написанных герцогиней де Лонгвиль к Колиньи. В итоге скандала де Монбазон вынуждена была публично извиниться, и ей было запрещено появляться при дворе. Пострадала также и репутация вступившегося за неё де Бофора. Одним из результатов этой истории была дуэль, на которой Морис Колиньи, сын Гаспара Колиньи, получил смертельную рану от герцога де Гиза.
Играла активную роль во Фронде, в основном руководя действиями де Бофора, а также участвуя в переговорах между фрондёрами и двором, и между фрондёрами и Испанией. После победы правительства в этой гражданской войне была среди высланных из Парижа лидеров Фронды.
Была известна своей скупостью и своей ослепительной красотой. Современники сравнивали её с античными статуями. Одним из её любовников был маршал д’Альбре.
Кардинал де Рец в своих «Мемуарах» так отзывался о ней:

«Герцогиня де Монбазон красоты была замечательной. Однако наружности её недоставало скромности. Высокомерие и бойкость речи в спокойные времена могли бы заменить ей недостаток ума. На неё нельзя было положиться вполне в делах любовных и совершенно нельзя в политических. Любила она лишь одно своё наслаждение и ещё более свою выгоду. Я не встречал никого, кто в пороках сохранил бы столь мало уважения к добродетели».